# Пурген
Пурген — впливовий російський панк-гурт, заснований 1989 року у Москві. Гурт випустив 10 студійних альбомів, 1 концертний альбом, 2 збірки та відзняв 13 кліпів.

## Дискографія

### DVD
- 2003 — 11 Лет немого крика
- 2008 — 30 000 лет панк хардкору

### Кліпи
- Это не то, что я думал (1992)
- Философия урбанистического безвремения (1997)
- Пурген и Азъ — Панк-революция
- Мечты нормального ребёнка (1997)
- Австралопитеки идут (2004)
- Зависимость (2004)
- Дождь (2005)
- 220 не скорость (2007)
- Moscow City (2005)
- Добей родителей (2005)
- Серый бетон (2007)
- Злые пастухи
- Русія (2012)

### Концертні альбоми
- 2008 — 30 000 лет панк хардкору

### Збірки
- 1997 — Мертвый Президент
- 1998 — Немецкий сборник
- 2005 — 15 Years Of Pure Generation

### Студійні альбоми
| Попередній |

| «Трансплантация Мировоззрения» (1993) | Наступний |

| Попередній |

| «Трансплантация Мировоззрения» (1993) | Наступний |

| Попередній |

| «Трансплантация Мировоззрения» (1993) | Наступний |

| Попередній |

| «Трансплантация Мировоззрения» (1993) | Наступний |

- 1993 — Трансплантация Мировоззрения
- 1995 — Радиационная активность из мусорного бака
- 1997 — Философия урбанистического безвремения
- 1999 — Токсидермисты городского безумия
- 2003 — Destroy For Creation (Разрушение для создания)
- 2004 — Протест Деталей Механизма
- 2005 — Реинкарнация
- 2007 — Трансформация идеалов
- 2010 — Бог рабов